# Parafia Świętego Krzyża w Drzonowie
Parafia pw. Świętego Krzyża w Drzonowie - parafia należąca do dekanatu Czarne, diecezji koszalińsko-kołobrzeskiej, metropolii szczecińsko-kamieńskiej. Została utworzona 4 sierpnia 1989. Siedziba parafii mieści się Brzeziu przy ul. Koszalińskiej 39 lub w Drzonowie pod numerem 46.

## Miejsca święte

### Kościół parafialny
Kościół pw. Krzyża Świętego w Drzonowie
Kościół parafialny został zbudowany w XIX wieku w stylu neogotyckim, poświęcony 30 września 1973. 

### Kościoły filialne i kaplice
- Kościół pw. Chrystusa Króla w Stepniu[1]
- Punkt odprawiania Mszy św. w Białej[1]